# قصدية جمعية

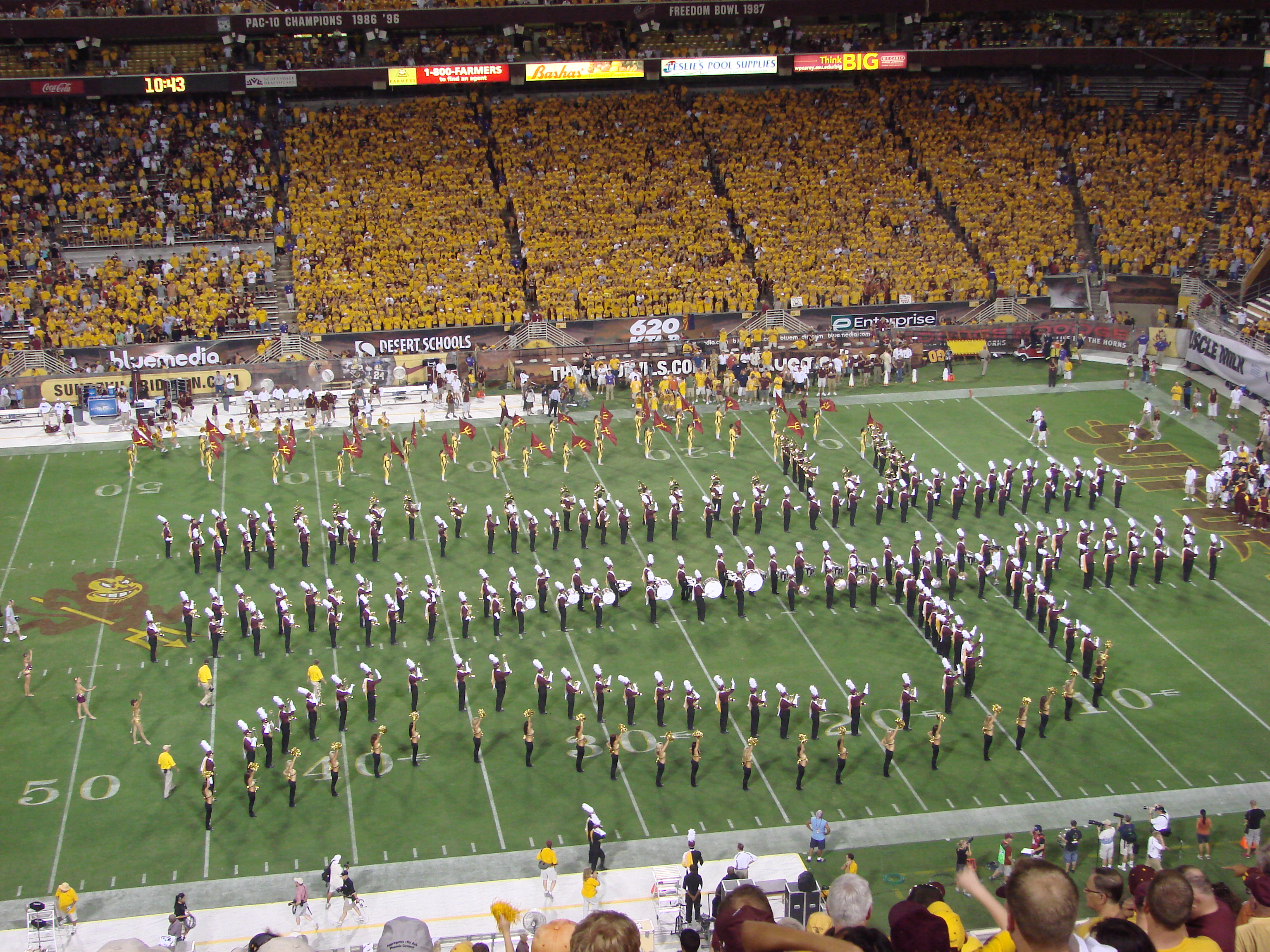
القصدية الجمعية متجلية في التكوينات البشرية.

في مجال الفلسفة، تصف القصدية الجمعية الظاهرة التي تحدث عندما يقوم فردان أو أكثر بتنفيذ مهمة معًا. ومن بين أمثلتها فردان يحملان طاولة ثقيلة أعلى الدرج أو فردان يرقصان التانجو معًا.
وقد تم تناول هذه الظاهرة من المنظورين النفسي والمعياري، من بين أشياء أخرى. ويعد أبرز الفلاسفة الذين عملوا من منظور نفسي رايمو توميلا وكارلو ميللر وجون آر سيرل ومايكل إي براتمان. في حين اتبعت مارجريت جيلبرت نهجًا معياريًا في التعامل مع تكوين الجماعات على وجه الخصوص. وكذلك اهتم جيه ديفيد فيليمان بكيفية تكوين الجماعات، إلا أن تفسيره افتقر إلى العنصر المعياري الذي كان موجودًا لدى جيلبرت.
وردت فكرة قدرة الجماعات على تكوين المقاصد، سواءً بصورة ضمنية أو صريحة، في الأعمال الأدبية التي تعود إلى آلاف السنين. على سبيل المثال، تتناول النصوص القديمة مثل كتاب الجمهورية (Republic) لـأفلاطون تولي جماعة مكونة من المجتمع ككل تحديد القوانين والنظام الاجتماعي بشكل تعاوني. وتوسعت هذه الفكرة بعد ذلك لتصبح نظرية العقد الاجتماعي التي وضعها فلاسفة عصر التنوير مثل توماس هوبز وجون لوك. وفي القرن العشرين، لاحظ فلاسفة من أمثال ويلفريد سيلرز وأنتوني كوينتون وجود «المقاصد الجمعية» وسط النقاش الأوسع نطاقًا لمفهوم القصدية، ومن ثم تم وضع حجر الأساس للتحليل الفلسفي المركز للقصدية الجمعية الذي بدأ في أواخر الثمانينيات من القرن العشرين.

## رايمو توميلا وكارلو ميللر
بدأ النقاش الفلسفي المعاصر للقصدية الجمعية من خلال البحث الذي أجراه رايمو توميلا وكارلو ميللر تحت عنوان «المقاصد الجمعية» (We-Intentions). ويؤكد توميلا وميللر في هذه الورقة البحثية على ضرورة توفر ثلاثة شروط للمقصد الجمعي، مع إبراز أهمية المعتقدات بين عناصر الجماعة. وبعد الاستشهاد بأمثلة مقبولة عمومًا باعتبارها تتطلب مشاركة أكثر من شخص (مثل حمل طاولة أعلى الدرج ولعب التنس واقتراح نخب لصديق وإجراء محادثة وما إلى ذلك)، وضعا معاييرهما على النحو التالي:
العضو (أ) بالجماعة (ج) لديه مقصد جمعي وهو القيام بفعل جماعي (س) فقط في حالة:
1) اعتزام العضو (أ) أداء دوره في الفعل س
2) إيمان العضو (أ) بإمكانية إنجاز الفعل س، وبأن جميع أعضاء الجماعة ج يعتزمون أداء أدوارهم لإنجاز الفعل س.
3) إيمان العضو (أ) بأن جميع أعضاء الجماعة ج يؤمنون أيضًا بإمكانية إنجاز الفعل س.
لتوضيح هذه الفكرة، تخيل مثلا أن سارة وهاني يعتزمان حمل طاولة (ثقيلة للغاية بحيث لا يستطيع شخص واحد حملها) والصعود بها أعلى الدرج. لكي يصبح هذا العمل مؤهلاً لأن يكون «مقصدًا جمعيًا»، يجب أن تعتزم سارة أولاً القيام بدورها في حمل الطاولة. ثم بعد ذلك، يجب أن تؤمن سارة بأن حمل الطاولة أعلى الدرج أمر ممكن، وأن هاني يعتزم القيام بدوره في الحمل. وأخيرًا، يجب أن تؤمن سارة بأن هاني هو أيضًا يؤمن بأن حمل الطاولة أعلى الدرج أمر ممكن. إذا تم استيفاء جميع هذه الشروط، فستكون لدى كل من هاني وسارة «مقاصد جمعية» وفقًا لمعايير توميلا وميللر.

## جون سيرل
تطرح الورقة البحثية «المقاصد والأفعال الجمعية» (Collective Intentions and Actions) التي قدمها جون سيرل عام 1990 تفسيرًا آخر للفعل الجمعي. فعلى النقيض من توميلا وميللر، يزعم سيرل أن القصدية الجمعية هي «ظاهرة بدائية لا يمكن تحليلها باعتبارها تراكمًا للسلوك القصدي الفردي.» ويضرب سيرل مثلاً على الفرق الأساسي بين «المقاصد الفردية» و«المقاصد الجمعية» من خلال مقارنتهما بموقف افتراضي تتعرض له مجموعة من المتنزهين وفرقة للرقص. فأثناء العاصفة المطيرة، سيهرع كل متنزه تلقائيًا للبحث عن مخبأ يحتمي به. وعلى الجانب الآخر، سيهرع أعضاء فرقة الرقص بحثًا عن مخبأ يحتمون به كجزء من روتين متصور مسبقًا. يزعم سيرل أن المتنزهين الذين تتوجه مقاصدهم بصورة فردية ولكن تصادف تزامنها ليس لديهم قصدية جمعية، في حين أن أعضاء فرقة الرقص لديهم قصدية جمعية لأنهم يتعاونون مع بعضهم البعض عن قصد.
بدأ تفنيد سيرل لتفسير توميلا وميللر من خلال مثال مضاد يتضمن مجموعة من خريجي كلية الأعمال الذين ينتوون السعي وراء مصالحهم الأنانية، ولكنهم يعتقدون أنهم بذلك سيخدمون الإنسانية بصورة غير مباشرة. ويعتقد رجال الأعمال الشباب هؤلاء أن زملاءهم الخريجين سيسلكون نفس مسلكهم، ولكنهم لا يتعاونون مع بعضهم البعض بشكل فعال للسعي لتحقيق أهدافهم. ويعتبر سيرل أن هذا المثال يفي بالمعايير التي وضعها توميلا وميللر للقصدية الجمعية. ومع ذلك، فإنه يزعم أن ليس هناك وجود فعلي للقصدية الجمعية في مثل هذا الموقف، ما لم ينظم الخريجون أنفسهم ويضعون اتفاقًا صريحًا مع بعضهم البعض لخدمة الإنسانية من خلال عمل نفعي.
ثم تابع ليحدد معيارين يجب الوفاء بهما في أي تفسير سليم للقصدية الجمعية.:
(1) «يجب أن يتسق مع حقيقة أن المجتمع يتكون في الواقع من أفراد.»
(2) يجب أن يأخذ في الاعتبار أن مقاصد أي فرد مستقلة بذاتها عن «ما إذا كان يفهم الأمور فهمًا صحيحًا.»
على الرغم من أن «المقصد الجمعي» دائمًا ما يكون لدى فرد، إلا أنه يجب أن يكون له مرجعية أساسية إلى جماعة تتكون بالتعاون مع الأفراد الآخرين. على سبيل المثال، لنفترض أن هناك فردين يشتركان في عمل الصلصة الهولندية، كل منهما يعتقد أن الفرضية القائلة «أننا نصنع الصلصة الهولندية» تشكل مقصدًا جمعيًا. لن يحدث ذلك إذا كان الفردان يعتقدان في عبارات من قبيل «أنا أقوم بمزج الصلصة وتحريكها» أو «أنا أقوم بصبها». ولذلك، يزعم سيرل أن القصدية الجمعية لا يمكن اختزالها في قصدية الفرد.

## مايكل براتمان
يزعم مايكل براتمان من خلال الورقة البحثية التي تقدم بها عام 1992 تحت عنوان «النشاط التعاوني المشترك،» (Shared Cooperative Activity,) أنه يمكن اختزال النشاط التعاوني المشترك في «المقاصد الفردية». بمعنى آخر، مثلما يمكن للفرد التخطيط لعمل يقوم به بنفسه، فإن هذا الفرد نفسه يمكنه التخطيط لعمل تقوم به جماعة. ومع وضع ذلك في الحسبان، يقدم براتمان ثلاث خصائص للنشاط التعاوني المشترك:
(1) يجب أن يبدي كل مشارك استجابة متبادلة تجاه مقاصد وأفعال الآخرين،
(2) يجب أن يلتزم كل مشارك بالنشاط المشترك،
(3) يجب أن يلتزم كل مشارك بدعم جهود الآخرين.
ويتمثل أحد جوانب الجدلية التي طرحها براتمان التي تدعم هذه المعايير في فكرة الخطط الفرعية المتناسقة. حيث يزعم براتمان أنه لا يلزم أن تكون الخطط الثانوية للأفراد واحدة في النشاط التعاوني المشترك، ولكن يجب ألا تتعارض مع بعضها البعض. على سبيل المثال، لنأخذ مثالاً لشخصين ينويان طلاء المنزل سويًا. لنختار لهذين الشخصين اسمي منى وعادل. لنفترض أن منى تريد طلاء المنزل باللون الأحمر بينما يريد عادل طلاءه باللون الأزرق. وكلاهما يعي أن خططهما الفرعية تتعارض، وأن الطرف الآخر على علم بذلك أيضًا. يزعم براتمان أنه حتى لو أن منى وعادل قد انتهيا إلى طلاء المنزل سويًا، فلن يكون بينهما نشاط تعاوني مشترك نظرًا لأن خططهما الفرعية تتعارض. علاوة على ذلك، يجب أن يلتزم كل مشارك بأن تتناسق خططه الفرعية مع خطط الآخرين. ومن دون هذا الالتزام، قد يتجاهل المشاركون الخطط الفرعية للآخرين، مما يؤدي إلى انعدام التعاون. ومع ذلك، فإنه يزعم إضافة إلى ذلك أنه لا يلزم أن تتطابق الخطط الفرعية. على سبيل المثال، لنفترض أن منى تريد استخدام طلاء رخيص الثمن بينما يريد عادل شراء الطلاء من متجر محدد. في هذه الحالة تكون هناك طريقة يمكن بها تنفيذ كلتا الخطتين الفرعيتين معًا: فيمكنهما شراء طلاء رخيص الثمن من المتجر الذي يختاره عادل. فيما يلي تفاصيل رؤية براتمان:
عند القيام بفعل محايد بشكل تعاوني، يكون أداؤنا لهذا الفعل (ي) نشاطًا تعاونيًا مشتركًا فقط في حالة:
1) قيامنا بالفعل (ي) (بطريقة قد تتضمن نوعًا من التعاون، ولكن ليس بالضرورة أن تتضمن ذلك)
و2) أن يكون من المتعارف عليه بيننا أن كلينا ملتزم بخطط فرعية متناسقة
3) و (ب) تؤدي إلى (أ) عن طريق الاستجابة المتبادلة للمقصد (خلال السعي لاستكمال قيامنا بالفعل) وأثناء التنفيذ.

### ردود على رؤية براتمان
من بين الأعمال المرتبطة بمنهج براتمان، مؤلف فاكندو ألونسو «المقاصد المشتركة والتعويل والإلزامات بين الأشخاص» (Shared Intention, Reliance, and Interpersonal Obligations). يزعم ألونسو أن المقصد المشترك هو انحياز للإلزام بين الأشخاص. ويبدأ ورقته البحثية بالتأكيد على خصائص الفعل المشترك، والتي لا تتضمن قيام عناصر متعددة بالفعل بشكل فردي، أو عوامل حركات الجسم، ولكنها تتضمن مقاصد مشتركة أو جمعية للقيام بالفعل. ويفرق ألونسو بين النظرية المعيارية التي قدمتها جيلبرت والنظرية الوصفية التي قدمها براتمان. فبينما يركز براتمان على المقاصد، حرص ألونسو أيضًا على إبراز تركيز توميلا وميللر على الفعل لوصف جذور الفعل المشترك. ويحاول ألونسو التقريب بين وجهتي النظر من خلال اتخاذ مسار لا يلزم فيه أن يكون الفعل المشترك معياريًا ولا وصفيًا. فهو يناقش نظامًا مبنيًا على أساس رؤية براتمان ويمكن تنفيذه بطبيعة وصفية كالتي تناولتها مارجريت جيلبرت.
يقدم ستيفن باترفيل ردًا آخر على رؤية براتمان. ويدفع باترفيل بأن تفسير براتمان غير قادر على شرح التفاعلات البسيطة بين العناصر. فعلى سبيل المثال، يذكر باترفيل أن براتمان لا يمكنه شرح الأفعال التعاونية التي تتم بين الأطفال الصغار الذين لم يتكون لديهم بعد فهم لعقول الآخرين.

## مارجريت جيلبرت

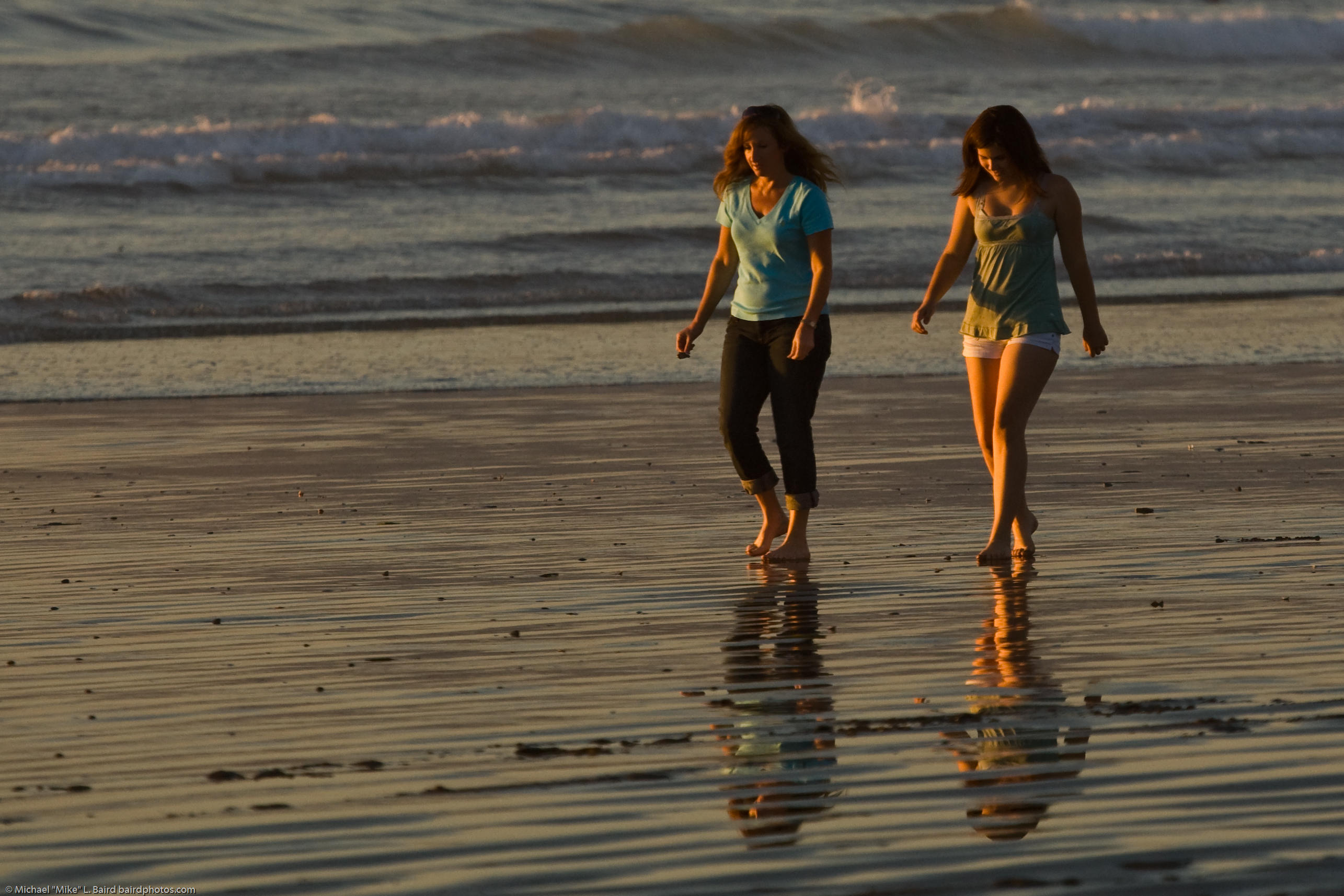
ظاهرة اجتماعية نموذجية: شخصان يسيران معًا

بينما يدفع براتمان بتفسير وصفي للقصدية الجمعية، اتخذ الكتاب الآخرون نهجًا معياريًا. وتحدد مارجريت جيلبرت في دراستها «السير معًا: ظاهرة اجتماعية نموذجية» (Walking Together: A Paradigmatic Social Phenomena)، الشروط اللازم توفرها في الأشخاص الذين بصدد الدخول في أفعال قصدية جمعية أو يستمرون فيها أو يخرجون منها. وتؤكد جيلبرت أنه يمكن تعريف الجماعات الاجتماعية بصفة عامة بتعبير بسيط مثل أنها عبارة عن شخصين يسيران معًا. وتذكر في تحليلها أن الشروط الأساسية التي يجب استيفاؤها في المقاصد الجمعية هي كما يلي:
(1) يجب أن يعرف الأشخاص أنهم يدخلون في اتفاق من خلال توصيل هذه المعلومة بوضوح (حتى وإن كانوا مجبرين على ذلك). وتوضح جيلبرت أن هذا الاتفاق كافٍ لتحديد هدف للجماعة. علاوة على ذلك، يتم في الاتفاق جمع العناصر التي تشكل الجماعة في صيغة ضمير الجمع.
(2) يفيد الاتفاق ضمنيًا أن كل عضو ملزم باستكمال الهدف النهائي.
(3) وبسبب هذا الإلزام الضمني، يجوز لجميع الأعضاء تعنيف أي عضو آخر يخفق في أداء دوره نحو استكمال الهدف المرجو. يتم النص على«الحق في التعنيف» باعتباره سمة ضرورية في اتفاق الجماعة. ويكون هذا بمثابة أداة في يد كل عضو من أعضاء الجماعة لضمان تحقيق الهدف.
(4) لحل الاتفاق، يجب أن يكون هناك موافقة جماعية مشتركة بين جميع أعضاء الجماعة.

### ردود على رؤية جيلبرت
رد عدد من الفلاسفة على النظرية المعيارية لجيلبرت من خلال أوراق بحثية تضع في الاعتبار الإلزامات والوعود والالتزامات. ومن بين هؤلاء كريستوفر ماكماهون الذي دفع بأن جيلبرت قد لاحظت ظواهر سلوكية بالغة الأهمية ضمن أفعال القصدية الجمعية، إلا أنها أخطأت في تعريف الديناميات النفسية التي تكمن وراء تلك الظواهر. وهو على وجه التحديد يعتبر أن السلوكيات التي تميز القصدية الجمعية لا تنشأ من مجموعة من الإلزامات المتبادلة التي تتيح «الحق في التعنيف»، ولكنها تنشأ من خلال وجود سلطة فعلية أو نوع من عمليات اتخاذ القرار الاجتماعي. وتعطي هذه السلطة الفعلية أحد الأطراف الحق في تحديد مقاصد الطرف الآخر جزئيًا.
ويضع فاكندو إم ألونسو شروطًا للكيفية التي يمكن أن تنشأ بها الظاهرة المعيارية الخاصة بالمقصد المشترك. ويزعم ألونسو أن المقصد المشترك يتضمن التعويل المتبادل بين المشاركين. كما أنه يناقش متطلبًا معرفيًا بأن كل عضو يبدي مقصده علنًا بتنفيذ النشاط المشترك. ومن ثم ذكر ألونسو أن «العلاقات التي تعتمد على التعويل المتبادل ينتج عنها إلزامات بين المشاركين». ونتيجة لذلك، تثمر المقاصد المشتركة عن وعود معيارية يتم تنفيذها من خلال التعويل المتبادل والإلزام ذي الصلة.
قدم إيه إس روث تعديلاته على تفسير جيلبرت للقصدية. ويعتمد هو الآخر على مفهوم معياري لشرح المقاصد الجمعية. إلا أن روث يولي اهتمامه للالتزامات وليس الإلزامات. ويعدد روث أربعة أنواع مختلفة من الالتزامات: التزامات متشاركة والتزامات مقابلة والتزامات تنفيذية والتزامات من نفس الجانب. ويزعم أن الالتزامات المقابلة ضرورية لكي تتم الأفعال المشتركة، وأن بها مكونًا أخلاقيًا (ولكن ليس بالضرورة). ويتعارض ذلك مع زعم جيلبرت بأن الإلزامات الموجودة في النشاط المشترك ليس بها مكون أخلاقي.
يفند عمل كريستوفر كوتز «العمل معًا» (Acting Together) الأساس الذي تستند إليه «الجماعة». فعند الحديث عن الجماعة، من المعتاد القول «أنهم» يقومون بالفعل الذي من المفترض أن تقوم به الجماعة. إلا أن كوتز يشرح أن لكل شخص مستويات متباينة من المشاركة في الجماعة التي ينتمي إليها أو في جهودها. كما أنه يتساءل عن الإلزامات التي تقع على كل عضو نحو الجماعة والروابط التي تربط هؤلاء الأفراد بجماعتهم. ولتوضيح اعتراضاته، يصف كوتز نوعين من الالتزامات بالجماعات: تنفيذية ومتشاركة. يمتد الالتزام «التنفيذي» إلى أعضاء الجماعة الذين يشاركون مع أعضاء الجماعة الآخرين بصورة سطحية فقط، ولكنهم لا يزالون يحملون اسم الجماعة كلقب. ويتضمن ذلك الأشخاص الذين يعملون في مكتب أو خط تجميع. أما الجماعة ذات الالتزامات «المتشاركة» فتشترك بصورة مباشرة في عملية الفعل ونتائجه النهائية. فمن المفترض أن يكون لدى كل عضو على الأقل قدر من المعرفة حول جميع الخطط والخطط الفرعية للأفعال التي تقوم بها الجماعة. ويفتح هذا لكوتز بابًا لمناقشة مَن مِن أعضاء الجماعة يمكن اعتباره مسؤولا عن أفعال الجماعة.

## جيه ديفيد فيليمان
يقدم جيه ديفيد فيليمان ردًا على جيلبرت وكذلك سيرل. ويهتم فيليمان بشرح مدى قدرة الجماعة على اتخاذ قرار، أو كما يذكر «كيف... (يمكن) للعديد من العقول المختلفة أن تسلم نفسها لبنية تكوينية واحدة». ومن ثم، فقد اختار مفهوم جيلبرت عن «تجمع الإرادات»، أي «انبثاق إرادة واحدة عن إرادات العديد من الأفراد المختلفين.» إلا أنه وفقًا لفيليمان، لم تشرح جيلبرت كيفية تكوين ذلك. ولحل هذه المشكلة، رجع إلى جزء من نظرية سيرل حول المقاصد، ألا وهو أن «المقصد هو تمثيل عقلي يتسبب في السلوك من خلال تصوير نفسه باعتباره سببًا له.»
ويشرح فيليمان أنه بما أن التمثيل قادر على إحداث السلوك، وأفعال الكلام هي شكل من أشكال التمثيل، فإنه من الممكن أن يتسبب فعل الكلام في إحداث السلوك. ويعنى ذلك أن قول شيء ما يمكن أن يجعل الشخص يقوم بفعل هذا الشيء. ومن ثم، يمكن أن يكون فعل الكلام في حد ذاته مقصدًا. ويشكل ذلك أهمية بالغة بالنسبة له لإثبات أنه يمكن للعنصر بعد أن يكون قد اتخذ قرارًا أو قام بفعل كلام مقصود أن «يظل حاسمًا قراره». بمعنى آخر، يمكن أن يستمر العنصر في مقصده بعد إتمام فعل الكلام. ويوضح فيليمان من خلال ذلك كيف يمكن للعنصر اتخاذ قرار للجماعة. فإذا تلفظ عنصر بمقصد مشروط، وتلفظ عنصر آخر بمقصد يفي بالشروط الموجودة في الكلام المنطوق السابق، فإن العنصر الثاني يكون قد قرر بفعالية المسألة للعنصر الأول. وبالتالي، فقد تكونت إرادة جمعية واحدة من إرادات فردية متعددة.
لذلك، يدفع فيليمان بأن المقصد الجمعي ليس تراكمًا لمقاصد فردية متعددة، ولكنه مقصد واحد مشترك. ويتحقق ذلك من خلال فهم المقاصد باعتبارها موجودة خارج عقل الفرد وضمن بيان لفظي. وتتمتع البيانات اللفظية بقوة سببية نظرًا للرغبة في عدم التحدث كذبًا.

## ناتالي جولد وروبرت ساجدين
لقد تم تناول القصدية الجمعية أيضًا في ضوء النظريات الاقتصادية، بما في ذلك نظرية الألعاب. ووفقًا لناتالي جولد وروبرت ساجدين، إن الجهود المبذولة لتعريف المقاصد الجمعية باعتبارها مقاصد فردية ومعتقدات مترابطة، (مثل الجهود التي بذلها توميلا وميللر ومايكل براتمان) أخفقت لأنها تسمح باعتبار الأفعال غير التعاونية بشكل واضح أفعالاً تعاونية. على سبيل المثال، في الكثير من الألعاب البسيطة التي تناولتها نظرية الألعاب بالتحليل يتم اعتبار اللاعبين يقومون بفعل مشترك عندما يحققون توازن ناش، حتى وإن لم تكن حالة التوازن هذه مثالية أو لم يتم تحقيقها بشكل تعاوني. وفي معضلة السجينين، يحدث توازن ناش عندما يشي كل لاعب باللاعب الآخر، حتى وإن كان كلاهما سيقدمان أداءً أفضل إذا تعاونا.
موضح أدناه اللعبة العادية لمعضلة السجينين:
|                                   | التزام السجين الثاني الصمت (تعاون)          | اعتراف السجين الثاني (وشاية)                |
| --------------------------------- | ------------------------------------------- | ------------------------------------------- |
| التزام السجين الأول الصمت (تعاون) | السجن لمدة شهر لكل منهما                    | السجين الأول: 12 شهرًا السجين الثاني: الحرية |
| اعتراف السجين الأول (وشاية)       | السجين الأول: الحرية السجين الثاني: 12 شهرًا | السجن لمدة 3 أشهر لكل منهما                 |

تبني نظرية الألعاب القياسية العقلانية على أساس المصلحة الشخصية الفردية، ومن ثم تتنبأ بأن جميع العناصر العقلانية سوف تختار الوشاية أو الاعتراف. ومع ذلك لاحظ جولد وساجدين أن نسبة تتراوح بين 40 و50 بالمائة من المشاركين في تجارب معضلة السجينين يختارون التعاون. فما يدفعان بأنه من خلال توظيف التفكير المنطقي الجمعي، يمكن لفريق من الأشخاص الاعتزام والتصرف بطرق عقلانية لتحقيق النتيجة المرجوة لهم كجماعة. فأعضاء الجماعة يفكرون وهم يضعون نصب أعينهم هدفًا؛ ليس «تحقيق الأفضل بالنسبة لي» ولكن «تحقيق الأفضل بالنسبة لنا جميعًا.» ويعتمد هذا التمييز على زعم سيرل بأن «مفهوم المقصد الجمعي... يفيد مفهوم التعاون.» ونتيجة لذلك، إذا أدرك كل سجين أنه ينتمي إلى فريق، فإنه سينتهي إلى أن التعاون يأتي في مصلحة الجماعة.